# Llista de monuments de Sant Bartomeu del Grau
Llista de monuments de Sant Bartomeu del Grau inclosos en l'Inventari del Patrimoni Arquitectònic Català pel municipi de Sant Bartomeu del Grau (Osona). Inclou els inscrits en el Registre de Béns Culturals d'Interès Nacional (BCIN) amb la classificació de monuments històrics, els Béns Culturals d'Interès Local (BCIL) de caràcter immoble i la resta de béns arquitectònics integrants del patrimoni cultural català.
| Monument                                                                     | Protecció | Estil/època                                   | Localització                                                                  | Coordenades                                                | Codi?     | Imatge |
| ---------------------------------------------------------------------------- | --------- | --------------------------------------------- | ----------------------------------------------------------------------------- | ---------------------------------------------------------- | --------- | --- |
| Església parroquial i rectoria de Sant Bartomeu                              | BCIL 2010 | Barroc, neoclassicisme XVIII                  | Sant Bartomeu del Grau C. Nou, 2                                              | 41° 59′ 02″ N, 2° 10′ 22″ E / 41.983945°N,2.172866°E       | IPA-23530 | Església parroquial i rectoria de Sant Bartomeu (Sant Bartomeu del Grau) · Vegeu més fotos d'aquest monument · Carregueu una nova foto d'aquest monument            |
| L'Alovet, l'Abadal                                                           |           | Obra popular                                  | Sant Bartomeu del Grau                                                        | 41° 59′ 53″ N, 2° 08′ 03″ E / 41.997944°N,2.134168°E       | IPA-23531 | Carregueu una nova foto d'aquest monument |
| Masoveria de l'Alovet                                                        |           | Obra popular                                  | Sant Bartomeu del Grau                                                        | 41° 59′ 53″ N, 2° 08′ 04″ E / 41.998115°N,2.134451°E       | IPA-23532 | Carregueu una nova foto d'aquest monument |
| Burguesa                                                                     |           | Obra popular XVII                             | Sant Bartomeu del Grau                                                        | 41° 59′ 12″ N, 2° 09′ 04″ E / 41.986795°N,2.151184°E       | IPA-23533 | Carregueu una nova foto d'aquest monument |
| Cal Carreter                                                                 |           | Obra popular XVII                             | Sant Bartomeu del Grau Ctra. de Vic a Olost, km 10                            | 41° 56′ 58″ N, 2° 09′ 28″ E / 41.949511°N,2.157711°E       | IPA-23534 | Carregueu una nova foto d'aquest monument |
| La Codina                                                                    |           | Obra popular XVII-XVIII                       | Sant Bartomeu del Grau Ctra. Berga, km 13,5 a 800 m                           | 41° 58′ 52″ N, 2° 09′ 33″ E / 41.981224°N,2.159140°E       | IPA-23535 | Carregueu una nova foto d'aquest monument |
| La Devesa                                                                    |           | Obra popular XVII                             | Sant Bartomeu del Grau                                                        | 41° 58′ 29″ N, 2° 07′ 51″ E / 41.97471°N,2.130922°E        | IPA-23537 | Carregueu una nova foto d'aquest monument |
| Fenollet, o Fonollet                                                         |           | Obra popular XX                               | Sant Bartomeu del Grau Ctra. a Berga, km 14 a 150 m                           | 41° 59′ 24″ N, 2° 08′ 47″ E / 41.989964°N,2.146388°E       | IPA-23538 | Carregueu una nova foto d'aquest monument |
| Sant Jaume de Fenollet o de Fonollet                                         | BCIL 2004 | Romànic XI, XII                               | Sant Bartomeu del Grau Ctra. a Berga, km 14 a 150 m                           | 41° 59′ 24″ N, 2° 08′ 47″ E / 41.990099°N,2.146380°E       | IPA-23539 | Església de Sant Jaume de Fenollet (Sant Bartomeu del Grau) · Vegeu més fotos d'aquest monument · Carregueu una nova foto d'aquest monument                         |
| Les Ferreres                                                                 |           | Obra popular, barroc XVIII                    | Sant Bartomeu del Grau                                                        | 41° 58′ 29″ N, 2° 08′ 22″ E / 41.974584°N,2.139361°E       | IPA-23540 | Carregueu una nova foto d'aquest monument |
| Capella de Sant Jaume de les Ferreres                                        |           | Neoclassicisme XVIII                          | Sant Bartomeu del Grau                                                        | 41° 58′ 29″ N, 2° 09′ 06″ E / 41.974672°N,2.151601°E       | IPA-23542 | Carregueu una nova foto d'aquest monument |
| Masoveria de les Ferreres                                                    |           | Obra popular XVII                             | Sant Bartomeu del Grau Les Ferreres                                           | 41° 58′ 31″ N, 2° 09′ 04″ E / 41.975166°N,2.151217°E       | IPA-23543 | Carregueu una nova foto d'aquest monument |
| Roger                                                                        |           | Obra popular                                  | Sant Bartomeu del Grau                                                        | 41° 58′ 10″ N, 2° 09′ 40″ E / 41.969486°N,2.161177°E       | IPA-23544 | Carregueu una nova foto d'aquest monument |
| La Guàrdia                                                                   |           | Obra popular                                  | Sant Bartomeu del Grau                                                        | 42° 00′ 07″ N, 2° 10′ 25″ E / 42.001856°N,2.173745°E       | IPA-23545 | Carregueu una nova foto d'aquest monument |
| La Masoveria                                                                 |           | Obra popular XVII                             | Sant Bartomeu del Grau                                                        | 41° 58′ 36″ N, 2° 08′ 24″ E / 41.976768°N,2.139947°E       | IPA-23546 | Carregueu una nova foto d'aquest monument |
| Casa Miquela                                                                 |           | Obra popular XVIII, XIX, XX                   | Sant Bartomeu del Grau Cruïlla ctra. B-433 i C-154                            | 41° 57′ 25″ N, 2° 08′ 51″ E / 41.956902°N,2.147466°E       | IPA-23547 | Carregueu una nova foto d'aquest monument |
| Monellots                                                                    |           | Obra popular XVIII Inici                      | Sant Bartomeu del Grau                                                        | 41° 56′ 07″ N, 2° 10′ 02″ E / 41.935412°N,2.167160°E       | IPA-23548 | Carregueu una nova foto d'aquest monument |
| Casa Nova                                                                    |           | Obra popular XVII                             | Sant Bartomeu del Grau Accés pel camí d'Alboquers                             | 42° 00′ 09″ N, 2° 08′ 56″ E / 42.002385°N,2.148815°E       | IPA-23549 | Carregueu una nova foto d'aquest monument |
| Pere-riera                                                                   |           | Obra popular XVI-XVII, XVIII                  | Sant Bartomeu del Grau Ctra. Vic-Estany, km 13,5 a 2.000 m                    | 41° 55′ 23″ N, 2° 08′ 21″ E / 41.923182°N,2.139111°E       | IPA-23550 | Carregueu una nova foto d'aquest monument |
| El Permanyer                                                                 |           | Obra popular XIX                              | Sant Bartomeu del Grau Ctra. de Vic a Olost, km 14                            | 41° 58′ 00″ N, 2° 08′ 30″ E / 41.966539°N,2.141533°E       | IPA-23552 | Carregueu una nova foto d'aquest monument |
| La Caseta del Permanyer                                                      |           | Obra popular XIX                              | Sant Bartomeu del Grau Ctra. de Vic a Olost, km 14,5                          | 41° 58′ 04″ N, 2° 08′ 31″ E / 41.967894°N,2.142045°E       | IPA-23553 | Carregueu una nova foto d'aquest monument |
| Pol                                                                          |           | Obra popular XIX                              | Sant Bartomeu del Grau                                                        | 41° 57′ 52″ N, 2° 09′ 54″ E / 41.964416°N,2.165069°E       | IPA-23554 | Carregueu una nova foto d'aquest monument |
| El Pujol                                                                     |           | Obra popular XIX                              | Sant Bartomeu del Grau                                                        | 41° 59′ 29″ N, 2° 10′ 21″ E / 41.991453°N,2.172467°E       | IPA-23555 | Carregueu una nova foto d'aquest monument |
| La Quintaneta                                                                |           | Obra popular XVIII Final                      | Sant Bartomeu del Grau Accés per la carretera d'Olost                         | 41° 56′ 02″ N, 2° 09′ 14″ E / 41.933919°N,2.153839°E       | IPA-23556 | Carregueu una nova foto d'aquest monument |
| Mas Reig                                                                     |           | Obra popular XVIII                            | Sant Bartomeu del Grau                                                        | 41° 59′ 21″ N, 2° 09′ 37″ E / 41.989167°N,2.160291°E       | IPA-23558 | Carregueu una nova foto d'aquest monument |
| Roca Negra                                                                   |           | Obra popular XVI                              | Sant Bartomeu del Grau                                                        | 41° 58′ 41″ N, 2° 10′ 28″ E / 41.978193°N,2.17457°E        | IPA-23559 | Carregueu una nova foto d'aquest monument |
| La Sala                                                                      |           | Obra popular XVIII                            | Sant Bartomeu del Grau A 3 km direcció ponent                                 | 41° 58′ 49″ N, 2° 08′ 23″ E / 41.980198°N,2.139732°E       | IPA-23560 | Carregueu una nova foto d'aquest monument |
| Antiga església parroquial de Sant Bartomeu, Església vella de Sant Bartomeu | BCIL 2004 | Obra popular X-XI                             | Sant Bartomeu del Grau Propera al cementiri municipal, a la ctra. del Bingrau | 41° 58′ 47″ N, 2° 11′ 01″ E / 41.979698°N,2.183543°E       | IPA-23561 | Antiga església parroquial de Sant Bartomeu (Sant Bartomeu del Grau) · Vegeu més fotos d'aquest monument · Carregueu una nova foto d'aquest monument                |
| Església de Sant Genís Sadevesa                                              | BCIL 2004 | Romànic XI-XII                                | Sant Bartomeu del Grau Mas Sant Genís                                         | 41° 58′ 32″ N, 2° 08′ 07″ E / 41.975631633°N,2.135226184°E | IPA-23562 | Carregueu una nova foto d'aquest monument |
| Santmiquel                                                                   |           | Obra popular XVIII Mitjan                     | Sant Bartomeu del Grau Km 14,6 de Sant Bartomeu                               | 41° 59′ 31″ N, 2° 09′ 25″ E / 41.991871°N,2.156887°E       | IPA-23563 | Carregueu una nova foto d'aquest monument |
| Saurina                                                                      |           | Obra popular XVIII                            | Sant Bartomeu del Grau Ctra. BV-4601, km 14,6 a 250 m                         | 41° 59′ 35″ N, 2° 08′ 55″ E / 41.993187°N,2.148619°E       | IPA-23564 | Carregueu una nova foto d'aquest monument |
| Solans                                                                       |           | Obra popular XVIII Final                      | Sant Bartomeu del Grau                                                        | 41° 59′ 49″ N, 2° 10′ 09″ E / 41.996959°N,2.169039°E       | IPA-23565 | Carregueu una nova foto d'aquest monument |
| La Vall                                                                      |           | Obra popular XVII                             | Sant Bartomeu del Grau                                                        | 41° 57′ 54″ N, 2° 10′ 11″ E / 41.965026°N,2.169587°E       | IPA-23567 | Carregueu una nova foto d'aquest monument |
| El Vilà                                                                      |           | Obra popular XIX                              | Sant Bartomeu del Grau A 100 m de població direcció nord-est                  | 41° 59′ 05″ N, 2° 10′ 45″ E / 41.984674°N,2.179121°E       | IPA-23568 | Carregueu una nova foto d'aquest monument |
| Vilanova                                                                     |           | Obra popular XVIII-XIX, XX                    | Sant Bartomeu del Grau                                                        | 41° 58′ 41″ N, 2° 10′ 05″ E / 41.978146°N,2.168100°E       | IPA-23569 | Carregueu una nova foto d'aquest monument |
| Mas el Vilaró                                                                |           | Obra popular XVII, XIX                        | Sant Bartomeu del Grau Ctra. BV-4601, km 14 a 500 m                           | 41° 59′ 51″ N, 2° 09′ 38″ E / 41.997402°N,2.160666°E       | IPA-23571 | Carregueu una nova foto d'aquest monument |
| Can Vila-seca                                                                |           | Obra popular, gòtic-Renaixement XVI-XVII, XIX | Sant Bartomeu del Grau C. Nou, 1-3                                            | 41° 59′ 01″ N, 2° 10′ 23″ E / 41.983568°N,2.172991°E       | IPA-23572 | Carregueu una nova foto d'aquest monument |
| Casa Nova de Vila-seca                                                       |           | Obra popular XX                               | Sant Bartomeu del Grau                                                        | 42° 00′ 09″ N, 2° 08′ 56″ E / 42.002385°N,2.148815°E       | IPA-23573 | Carregueu una nova foto d'aquest monument |
| Vilatortella                                                                 |           | Obra popular                                  | Sant Bartomeu del Grau                                                        | 41° 56′ 47″ N, 2° 09′ 49″ E / 41.946510°N,2.163626°E       | IPA-23574 | Carregueu una nova foto d'aquest monument |
| Casa d'Alboquers, Casa Boquers                                               |           | Obra popular XVII                             | Sant Bartomeu del Grau Alboquers                                              |                                                            | IPA-23578 | Carregueu una nova foto d'aquest monument |
| Casa antiga d'Alboquers, Casa Boquers                                        |           | Obra popular XVII                             | Sant Bartomeu del Grau Alboquers                                              | 41° 56′ 01″ N, 2° 08′ 32″ E / 41.933493°N,2.14223°E        | IPA-23579 | Carregueu una nova foto d'aquest monument |
| Cementiri d'Alboquers, Cementiri Boquers                                     |           | Obra popular XIX Final                        | Sant Bartomeu del Grau Alboquers                                              | 41° 56′ 00″ N, 2° 08′ 26″ E / 41.933472°N,2.140462°E       | IPA-23581 | Cementiri d'Alboquers (Sant Bartomeu del Grau) · Vegeu més fotos d'aquest monument · Carregueu una nova foto d'aquest monument                                      |
| Ca l'Escolà                                                                  |           | Obra popular                                  | Sant Bartomeu del Grau Alboquers                                              | 41° 55′ 57″ N, 2° 08′ 17″ E / 41.932424°N,2.138058°E       | IPA-23582 | Carregueu una nova foto d'aquest monument |
| Galliners                                                                    |           | Obra popular                                  | Sant Bartomeu del Grau Alboquers                                              | 41° 56′ 07″ N, 2° 08′ 28″ E / 41.935374°N,2.141155°E       | IPA-23583 | Carregueu una nova foto d'aquest monument |
| Cal Nasi                                                                     |           | Obra popular XVII                             | Sant Bartomeu del Grau Alboquers                                              | 41° 55′ 54″ N, 2° 08′ 09″ E / 41.931731°N,2.135728°E       | IPA-23584 | Carregueu una nova foto d'aquest monument |
| Església i rectoria de Sant Jaume i Sant Genís d'Alboquers                   | BCIL 2010 | Obra popular XIII                             | Sant Bartomeu del Grau Alboquers                                              | 41° 56′ 02″ N, 2° 08′ 30″ E / 41.933954°N,2.141596°E       | IPA-23586 | Església i rectoria de Sant Jaume i Sant Genís d'Alboquers (Sant Bartomeu del Grau) · Vegeu més fotos d'aquest monument · Carregueu una nova foto d'aquest monument |
| Creu d'Alboquers                                                             |           | Obra popular                                  | Sant Bartomeu del Grau Alboquers                                              | 41° 56′ 00″ N, 2° 08′ 33″ E / 41.933408°N,2.142461°E       | IPA-23588 | Carregueu una nova foto d'aquest monument |
| Molí de la Codina                                                            |           | Obra popular XIX-XX                           | Sant Bartomeu del Grau Zona de les Ferreres                                   | 41° 58′ 22″ N, 2° 09′ 24″ E / 41.97283°N,2.15658°E         | IPA-40845 | Carregueu una nova foto d'aquest monument |